# ユースフ2世 (ナスル朝)

当時のナスル朝の支配地域

ユースフ2世、本名アブ・アル＝ハジ・ユースフ・イブン・ムハンマド（アラビア語: أبو الحجاج يوسف بن محمد、1356年 – 1392年10月5日）は、1391年1月からその死まで、イベリア半島のナスル朝グラナダ王国のスルタンであった人物。彼は同王朝における11代目のスルタンであり、その前任者であるムハンマド5世（在位: 1354年 - 1359年、1362年 – 1391年）の長男であった。周辺のキリスト教国との平和路線を継承したが、王位についていたのは2年にも満たず、マリーン朝によって毒殺されたともいわれている。

## 概要
3歳ごろのとき、父王が退位し（1359年）、家族はモロッコのマリーン朝の首都であるフェズに亡命した。ムハンマドが1362年に王位を取り戻すと、若かりしユースフは王国のために戦う北アフリカ兵軍団の指揮権を与えられた。ムハンマドが1391年に亡くなると、王位を継承しスルタンになった。政権は当初、大臣のハーリド（Khalid）によって支配されていたが、ハーリドはスルタンに謀反を起こしたと疑われ、処刑されることになった。その後、ユスフが政権を掌握し、1392年7月に父の宰相（ハーリドが幽閉していた）である詩人イブン・ザムラクをワズィールに任命した。
ユースフは、ナスル朝の隣国であるカスティーリャ王国との父王が結んだ平和条約を継続し、もう一つのキリスト教隣国であるアラゴン王国のフアン1世（在位: 1387年 - 1396年）とも1392年8月に条約に署名した。
しかし王位に就いて2年も経たない1392年10月5日に亡くなった。中世のキリスト教の作家は、マリーン朝のスルタン、アブ・アル・アッバース・アフマド（Abu al-Abbas Ahmad）から贈られた毒入りチュニック（上衣の一種）によって殺された、と述べている。現代史家もユースフの毒殺をもっともらしいと考えているが、この信憑性には疑問があるのみならず、誇張されている可能性もあり、他の資料では裏付けがない。その後、息子のムハンマド7世（在位: 1392年 - 1408年）、続けてさらに息子のユースフ3世（在位: 1408年 - 1417年）が後継者となった。

## 出生・家族との亡命
1356年、ムハンマド5世（在位: 1354年 - 1359年、1362年 – 1391年）の長男として生まれる。そしてスルタンの2つの治世の最初の間に生まれた唯一のもの。生年月日は不明であるが、歴史家のフランシスコ・ヴィダル・カストロは生年についてはヒジュラ暦757年、すなわち西暦1356年であると推定している。1359年8月23日に父親が失脚したとき、ユースフは3歳くらいだった。その夜、ムハンマド・エル・ベルメホ（後のムハンマド6世）率いる一団がアルハンブラ宮殿の壁を越え、スルタンの異母兄であるイスマーイール2世を即位させたのである。ユースフは、アルハンブラ宮殿のすぐ外にある別荘のヘネラリフェ（Jannat al-'Arīf）の庭園を父と共に歩いていた。父は王国の東部にあるグアディクスに逃げ、地中海を渡ってモロッコのマリーン朝の首都フェズに亡命することになった一方で、ユースフはグラナダに残されたが、11月25日頃、イスマーイールはユースフとその母をフェズでムハンマド5世に合流させることを許した。
ムハンマド5世は、1361年8月にアルアンダルスに戻り、前哨地のロンダのマリーン朝の対抗法廷を創設し、この前年にイスマーイール2世を退位させたムハンマド6世との内戦を開始した。時のカスティリャ王ペドロ1世に支持されたムハンマド5世が優勢になり、ムハンマド6世はアルハンブラ宮殿から逃亡し、1362年3月13日にペドロに亡命を求めた。ムハンマド5世は廃墟となった王宮に入り、王位を取り戻した。ムハンマド6世は、4月25日にペドロによって殺害され、その頭がムハンマド5世に送られた。

## アルアンダルスに戻り

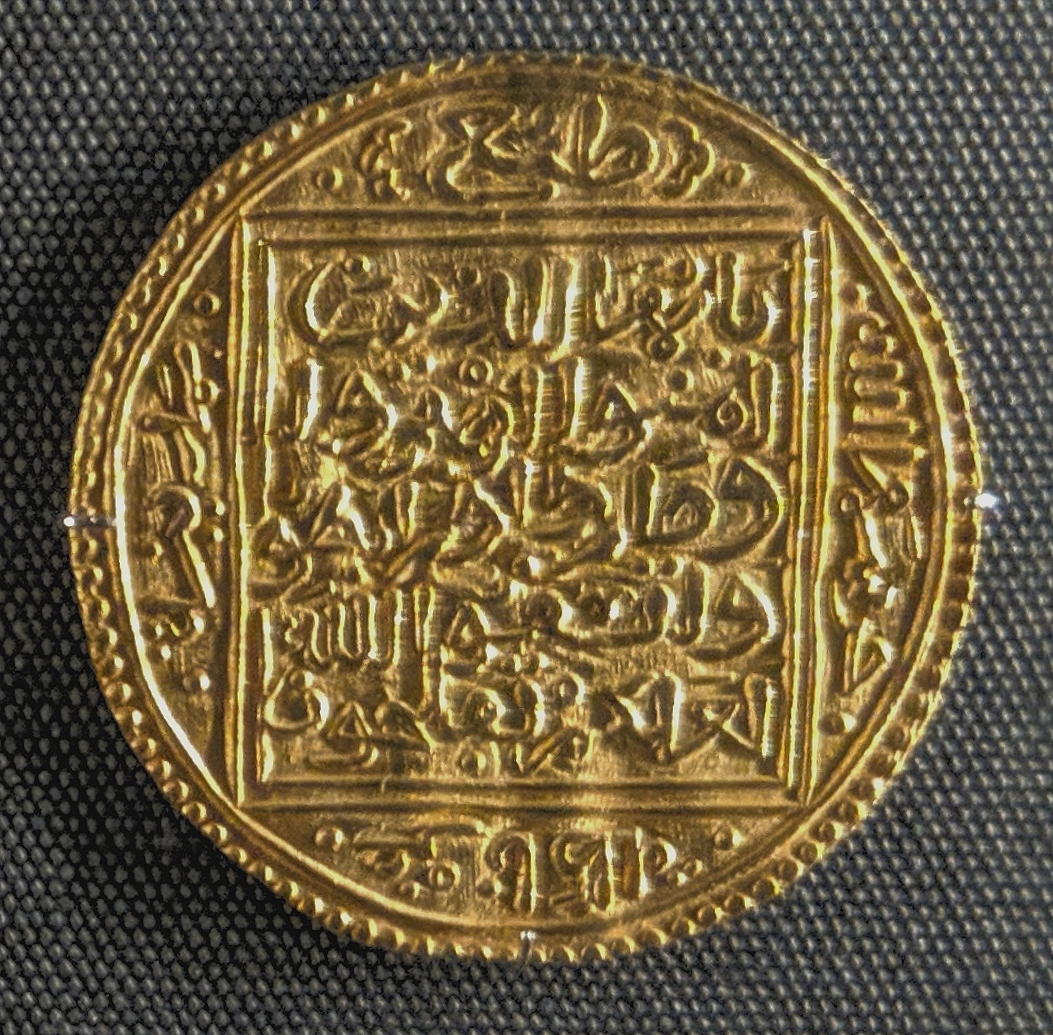
ユースフの父であり、グラナダ王として最も長く君臨しているナスル朝の支配者の1人であったムハンマド5世のコイン

父王の復位の際、ユースフはまだフェズにいた。同じころマリーン朝のスルタンとなったアブ・ザイヤン・ムハンマドは、彼を交渉材料に使って、ムハンマド5世にロンダを返還させようと試みた。マリーン朝は降伏し、ユスフは父の宰相イブン・アル・カティーブ（彼もモロッコに亡命していた）を連れてグラナダに戻ることを許されたが、ロンダはナスル朝の支配下に置かれたままであった。ユースフの一行は1362年6月14日に首都グラナダに到着した。兄弟であるアブ・ナスル・サド、ナスル（どちらもおそらく1362年から1369年の間に生まれた）とアブ・アブドゥラ・ムハンマドが生まれたのはその後のことである。
ユースフはヒジュラ暦764年（およそ1362年10月から1363年10月）に割礼を受けた。男の子は通常7歳で割礼を受けていたことから先述の生年の特定に繋がった。ムハンマドは、1363年6月26日ムハンマド5世は義勇軍（مشيخة الغزاة、当時ナスル朝にあった軍事組織のこと）のシェイク・アルグザット（shaykh al-ghuzat、長官）であったヤヒヤ・イブン・ウマル（Yahya ibn Umar）を解任した。義勇軍はナスル朝のために戦う北アフリカの兵士で、その長はベルベル人のマリーン朝に関わる反体制派の王子だったが、スルターンは若いユースフを長に、サード（Sa'd）を司令官に任命したのである。ユースフはまた、ムハンマドから無税の不動産を受け取った。
ムハンマド5世はナスル朝のスルターンの中で最も長い間その統治権を握った。ユースフが成人期に達した頃、父に反抗した疑いで拘留され、法廷に召喚されたが、調査の結果無罪となった。1390年、ムハンマドとカスティーリャ王フアン1世が両王国間の平和を拡大する条約に署名した際には、ユースフとフアンの息子エンリケ3世も署名を行った。ユースフは、1391年1月に父親が亡くなったとき約35歳であった。

## スルターン即位後

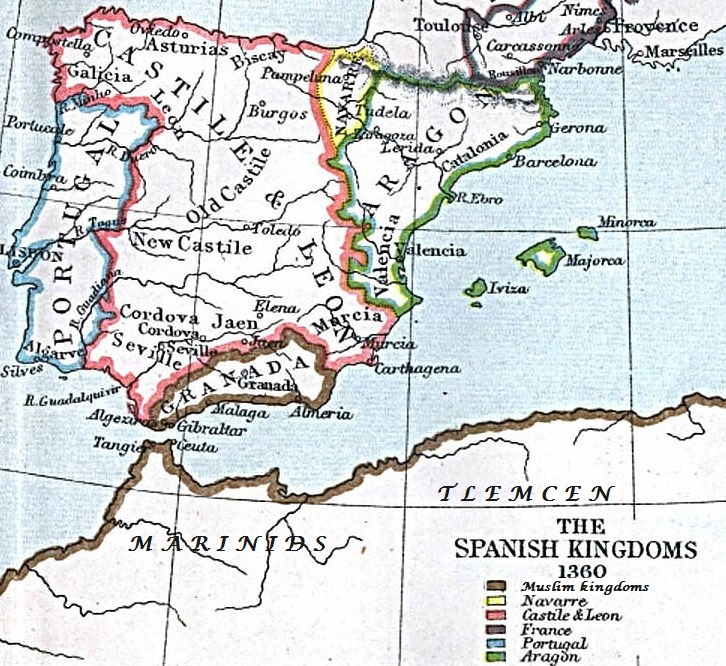
1360年のナスル朝グラナダ王国とその周辺の王国、当時はカスティーリャ以外にもアラゴン王国、ポルトガル王国、ナバラ王国が存在した

ユースフ2世は、父親の死の日である1391年1月15日（AH793年サファル10日）に王位に就き、アル・ムスタグニ・ビ・ラー（al-Mustaghni bi-llah、「神に満足する者」）というラカーブ（laqab、王位の敬称）を採用した。王としてまずユースフはムルシアにいたカスティリャのアデランタードであるアロンソ・ヤニェス・デ・ファハルド（Alonso Yáñez de Fajardo）に手紙を送り、ムハンマド5世が1390年にフアン1世と結んだ停戦の継続を確認した。二国間条約は通常、いずれかの署名者の死亡により失効することになっていたが、1390年の条約の場合は双方の後継者であるユースフとエンリケも先述の通り署名をしていたため、引き続き有効であった。ユースフは、王フアン1世が父と良好な関係を築いていたアラゴンとの和平を維持した。1391年3月、ユースフはフアンに父親の死と即位を知らせる手紙を送った。フアンは慣習的な哀悼の意を表し、手紙の送られるのが遅れたことに驚きを顕にした。
即位して一年経たないうちに、ユスフはアルメリアの地下牢に父の宰相でもあった詩人イブン・ザムラクを投獄した。そしてユースフの治世では、先代のマウラであったハリド（Khalid）が大臣（ al-qaim bi-dawlati-hi 、英語の”the officer of the his government”に相当）に就任した。大臣となったハリドはユースフの3人の兄弟を投獄した。ユスフは二度ととして彼らの話を聞くことはなく、兄弟たちは捕われの身となったままで亡くなった。しかしハリドがユダヤ人の王室医師であるヤヒヤ・イブン・アル・サイ（Yahya ibn al-Saigh）と陰謀を企て、自身を毒殺せんとした疑いがあるという報告を受けたユースフは、両方を処刑するよう命じた。ハリドはユースフの面前で縛られた状態で剣でずたずたにされて、そしてヤヒヤは投獄されて打ち首にされて殺された（一説にヤヒヤは毒殺されたともいう）。
かくてユースフは親政を始めることとなった。その死の数ヶ月前、彼は息子のムハンマド（後のムハンマド7世）が率いた別の陰謀に巻き込まれた。この争いは、マリーン朝のスルタン、アブー・アル・アッバース・アフマド（在位: 1374年 - 1384年、1387年 - 1393年）の協力で平和的に解決され、ムハンマドが父の権威を認めることで収拾がついた。
1392年7月、ユースフはイブン・ザムラクをワズィールの座に呼び戻すと、8月14日にはアラゴンと5年間の平和条約に署名した。内容は以前の条約と同様であったという。この条約はアラゴンのムスリム（ムデハレス）に有利に働いたようで2週間後、フアン1世は、それまで義務付けられていたムデハレス専用のバッジを付けずに公の場に出ることを許可した。 8月29日、フアンはサラゴサのムスリムがナスル朝に代表者を派遣することを許可する手紙をしたためたが、ナスル朝が内政に介入する口実になるという自身の懸念から、この手紙が送られることはなかった。

## 家族
母親と配偶者は不明である。その長男はユースフ3世で、その後すぐに弟、後のムハンマド7世が生まれ、さらにその後アブ・アル・ハサン・アリとアブ・アル・アッバース・アフマドが続いた。後のムハンマド9世 (ナスル朝)の妻である娘のウムアルファスもいた。歴史家のバルバラ・ボロワ・ガヤルド（Bárbara Boloix Gallardo）は、ユースフが同王朝の第18代スルタン、イスマーイール3世（在位: 1446年 - 1447年）を生んだと記している。ただし、フランシスコ・ビダル・カストロ（Francisco Vidal Castro）によると、イスマーイールの系譜は不明である。ムハンマド7世はユースフ3世とウンムアルファトの異母兄妹（正兄弟、ユスフ2世には複数の配偶者がいたことがわかる）であった。フアン・デ・マータ・カリアーソ（Juan de Mata Carriazo）の16世紀に記した『グラナダ王家史』によると、「ムハンマド・グアディックス（Muhammad Guadix）」はナスル朝の第11代スルタンで、1392年に没したことになっている。彼はハフシッド・イフリキヤ（Hafsid Ifriqiya、ハフス朝のこと）のスルタンであったアブーアル＝アッバース・アフマド2世（Abu al-Abbas Ahmad II、在位: 1370年 - 1394年）の娘ハディージャ（Khadija）と結婚し、息子のユースフをもうけ、彼もスルタンとなっているという。このムハンマド・グアディックスの没年はユスフ2世（第11代スルタン）のそれと一致するため、ボロワ・ガヤルドは、キリスト教の資料がユースフ2世を「ムハンマド・グアディックス」と誤認したと書いている（彼の配偶者の一人と息子ユスフ3世の母親の身元に光を当てるためである）。ホセ・アントニオ・コンデによって記録された別の資料では、ユースフ2世がフェズ王の娘と結婚したとしている。

## 死
ユースフは1392年10月5日に亡くなり（AH794年ズー・アル＝カアダ16日）、約36歳であったと考えられる。後世の『カスティーリャ年代記』では、マリーン朝のスルタン、アブ・アル＝アッバースから送られた贈り物の中にあった毒入りチュニック（アルジュバ）により殺されたとされている。これは、第13代ユースフ3世の時代、グラナダ王国内に住んでいたキリスト教徒のフェルナン・サンチェス（Fernán Sánchez）の手紙に基づくものである。サンチェスはグラナダで、スルタンがチュニックを着た直後に体調を崩し、「30日以内に肉がばらばらになって死んだ」ことを「自分の目で見た」と書いている。この話を裏付ける情報源は他になく、サンチェスは毒服を使った暗殺について多くの同様の報告を書いたので、歴史家のハーヴェイ（L. P. Harvey）は「報告を真実として受け入れることを躊躇している」と述べている。別の歴史家、フランシスコ・ビダル・カストロ（Francisco Vidal Castro）は、「幻想的な」（そしておそらく改竄された）詳細にもかかわらず、毒殺はもっともらしいと書いている。カストロによると、マリーン朝はグラナダの情勢に干渉したことが知られているという。ユースフの息子で後継者であるムハンマド7世は、マリーン朝や他の廷臣と共謀して父親を毒殺し、王位を奪った可能性がある。